# Mycteromyia etcheverryae
Mycteromyia etcheverryae är en tvåvingeart som beskrevs av Coscaron och Philip 1979. Mycteromyia etcheverryae ingår i släktet Mycteromyia och familjen bromsar. Inga underarter finns listade i Catalogue of Life.